# The Leopard Man
The Leopard Man ist ein in Schwarzweiß gedrehter US-amerikanischer Spielfilm des Regisseurs Jacques Tourneur. Val Lewton produzierte den Film, der dem Genre des Horrorgenres zugerechnet wird, 1943 für das Studio RKO.
Ardel Wray und Edward Dein schrieben das Drehbuch, basierend auf dem Roman Black Alibi von Cornell Woolrich. Es ist einer der ersten amerikanischen Filme, die sich mit dem Thema psychopathischer Serienmörder auseinandersetzen, ohne diesen Begriff jedoch zu verwenden.

## Handlung
Die Handlung spielt in New Mexico und beginnt als Jerry Manning einen schwarzen Leoparden mietet, um seiner Freundin, der Nachtklubsängerin Kiki, ein Accessoire für ihre Show zu beschaffen. Ihre Rivalin, Clo-Clo, die im gleichen Club arbeitet, will nicht in den Schatten gestellt werden und erschreckt die Raubkatze so, dass sie flieht und in die Nacht entkommt.
Der Besitzer des Leoparden, Charlie How-Come, der sich „The Leopard Man“ nennt, bedrängt Manning ihm den Schaden finanziell zu ersetzen. Kurz darauf wird eine junge Latina zerfleischt. Sie war nachts kurz vorher dem Leoparden begegnet. Manning und Kiki machen sich Vorwürfe, dass sie fahrlässig mit dem Raubtier umgegangen waren. Nach der Teilnahme an der Beerdigung schließt sich Manning einer Meute an, die die Katze jagen will. Bald darauf wird eine Frau nachts versehentlich in einem Friedhof eingeschlossen. Bevor der Friedhofswärter das Tor aufschließen kann, wird auch sie zerfleischt. Manning und Charlie beginnen infrage zu stellen, ob wirklich ein Leopard hinter dieser Tötung steckt. In einem Vier-Augen-Gespräch sagte Charlie zu Manning, es sei besser, weggesperrt zu werden, obwohl er sich wegen eines Vollrauschs an nichts erinnern konnte.
Mittlerweile geht die Tänzerin Clo-Clo, die sich in Bars an reiche Männer heranschmeißt, zu einer Wahrsagerin, die ihr den baldigen Tod im Zusammenhang mit der Farbe Schwarz prophezeit. Dies versetzt sie in Panik. Sie wird nachts auf der Straße von einem Mann ermordet. Charlie wird bewusst, dass er nicht der Mörder sein kann, weil er zur Tatzeit nüchtern war. Manning erinnert sich an ein Gespräch, das er mit dem befreundeten Dr. Galbraith geführt hatte. Dieser hatte ihm erzählt, dass es Kräfte gebe, die stärker seien, als man selbst.
Er ahnt, dass Galbraith der Täter ist. Mit einigen Freunden wendet er Psychotricks an, die Galbraith nervös machen und bei ihm die Erinnerung an die Morde wachrufen. Als er von Manning und einem Freund in die Enge gedrängt wird, gesteht er die Morde und wird vom Freund erschossen. Die Polizei nimmt diesen fest.

## Produktion
Tourneur hatte bereits 1942 mit Katzenmenschen einen beachtlichen Erfolg gefeiert und mehrere Kollegen aus dieser Filmcrew arbeiteten an diesem Film mit.
Das Budget des Films belief sich auf 150.000 US-Dollar.
Der schwarze Leopard „Dynamite“ hatte ebenfalls in Tourneurs Katzenmenschen mitgespielt.
Das Marketing des Films versuchte mit Trailer und Filmposter den Eindruck zu erwecken, als würde es sich bei dem Killer um einen Wer-Leoparden handeln, ein Hybrid zwischen Mensch und Leopard. Dies hat jedoch nichts mit der Handlung zu tun.

## Kritik
Die meisten Kritiken waren positive, betonten aber, dass dem Film die Dichte von Katzenmenschen fehlte.
TV Guide’s Kritik lobt den Film und betont das geringe Budget, aus dem alle Beteiligten viel gemacht hätten. Robert De Grasse habe eine beachtliche Kamera-Arbeit abgeliefert.
Turner Classic Movies’ Kritik lobte den Film für seine Wirkung auf den Zuschauer und betont ebenfalls das geringe Budget.
Auf Rotten Tomatoes hat der Film eine positive Rate von 90 %, basierend auf 17 Kritiken. Die durchschnittliche Wertung liegt bei 7,4/10.

## Auszeichnungen
- 2006: Academy of Science Fiction, Fantasy & Horror Films nominiert für den Saturn Award in der Kategorie Best DVD Collection (als Teil der Sammlung mit den Filmen Katzenmenschen, The Curse of the Cat People, Der Leichendieb, Bedlam, Ich folgte einem Zombie, Das Geisterschiff, Das siebte Opfer, Die Todesinsel)
- 2005: Satellite Award nominiert für den Saturn Award in der Kategorie Outstanding Classic DVD (als Teil der Sammlung mit den Filmen Katzenmenschen, The Curse of the Cat People, Der Leichendieb, Bedlam, Ich folgte einem Zombie, Das Geisterschiff, Das siebte Opfer, Die Todesinsel)